# آگوستا (آیووا)
آگوستا (به انگلیسی: Augusta) یک منطقهٔ مسکونی در ایالات متحده آمریکا است که در شهرستان دس موینس، آیووا واقع شده است.